# Воеводский, Леопольд Францевич
Леопольд Францевич Воеводский (1846—1901?) — российский историк, филолог, профессор Новороссийского университета.

## Образование и деятельность
По окончании курса в Санкт-Петербургском университете защитил магистерскую диссертацию «Каннибализм в греческих мифах. Опыт по истории развития нравственности» (СПб. 1874), потом докторскую: «Введение в мифологию Одиссеи» (Одесса, 1881); с 1882 г. состоит ординарным профессором классической филологии в Новороссийском университете. Сочинение Воеводского о каннибализме у греков, а также его «Этологические и мифологические заметки. I. Чаши из человечьих черепов и тому подобные примеры утилизации трупа» (Од. 1877), ценны не столько своими конечными выводами, сколько методом — указанием на мифы как на источник для восстановления древнейшей бытовой истории народа.
Докторская диссертация Воеводского направлена к тому, чтобы весь гомеровский эпос разрешить в солнечно-лунарно-звёздный миф. Взятие Агамемноном Трои — это восход солнца над землею. Одиссей (солнце), побивающий женихов (звёзды) Пенелопы (луна), с которой он соединяется, — это солнце в конъюнкции с луною, и т. д.
Теория Воеводского нашла себе противника в лице А. Н. Веселовского, по мнению которого героический эпос не может быть рассматриваем как позднейшая очеловеченная форма мифа, а имеет исторические основания в бытовых условиях, продолжающих древние и вместе открывающих новые пути развития (см. «Вестник Европы», 1882, № 4). Следует отметить широту приемов Воеводского, который вводит в сферу своих исследований и народное творчество других племен, в том числе и славян. В. ещё принадлежат статьи: «О так называемых гомеровских поэмах» (Од. 1876: из «Записок Новоросс. унив.», т. XIX); «О происхождении названия Чёрного моря» (в «Трудах VI Одесск. археологич. съезда», т. II). Для этого же съезда он приготовил карту древних поселений на юге России.